# Calamotropha venera
Calamotropha venera là một loài bướm đêm trong họ Crambidae.